# Aeschynanthus dasycalyx
Aeschynanthus dasycalyx är en tvåhjärtbladig växtart som beskrevs av Hallier f.. Aeschynanthus dasycalyx ingår i släktet Aeschynanthus och familjen Gesneriaceae. Inga underarter finns listade i Catalogue of Life.